# Wabag
Wabag – miasto w Papui-Nowej Gwinei, stolica prowincji Enga. W roku 2011 zamieszkiwało tam 5041 osób.